# Космополис (Вашингтон)
Космополис (на английски: Cosmopolis) е град в окръг Грейс Харбър, щата Вашингтон, САЩ. Космополис е с население от 1638 жители (2020) и обща площ от 4 km². Намира се на 8 m надморска височина. ЗИП кодът му е 98537, а телефонният му код е 360.